# ミカエル6世ストラティオティコス
ミカエル6世ストラティオティコス（ギリシア語：Μιχαήλ Ϛʹ Στρατιωτικός, Mikhaēl VI Stratiōtikos, ? - 1059年）は、東ローマ帝国の皇帝（在位：1056年 - 1057年8月31日）。テオドラの養子。中世ギリシア語読みでは「ミハイル」となる。

## 生涯
1056年、先代の女帝テオドラに嗣子がなかったため、その遺言によってテオドラの養子であり、元老院議員でもあったミカエル6世が皇帝として即位した。ところが、即位したミカエルは文治を優遇して軍事を軽視する文治政治を採用したため、帝国軍人の反感を買い、即位の翌年には反乱を起こされてしまった。皇帝軍も懸命に抗戦したが、イサキオス・コムネノス（のちの皇帝イサキオス1世コムネノス）率いる反乱軍に敗北を喫し、イサキオスの軍勢が首都コンスタンティノポリスに迫るとミカエル6世はイサキオスに皇位を譲って退位し、1059年に病死した。